# Руата Гаутери (Кунео)
Руата Гаутери је насеље у Италији у округу Кунео, региону Пијемонт.
Према процени из 2011. у насељу је живело 45 становника. Насеље се налази на надморској висини од 548 м.